# اسی سائینیو
اسی سائینیو (انگلیسی: Essi Sainio؛ زادهٔ ۹ سپتامبر ۱۹۸۶) بازیکن فوتبال اهل فنلاند است.
از باشگاه‌هایی که در آن بازی کرده‌است می‌توان به باشگاه فوتبال ۱.اف‌اف‌سی توربین پوتسدام و باشگاه فوتبال زنان فرایبورگ اشاره کرد.
وی همچنین در تیم ملی فوتبال زنان فنلاند بازی کرده‌است.